# Coelorinchus mirus
Coelorinchus mirus és una espècie de peix de la família dels macrúrids i de l'ordre dels gadiformes.

## Morfologia
- Els mascles poden assolir 35 cm de llargària total.[2][3]

## Hàbitat
És un peix demersal i marí d'aigües temperades que viu entre 130-400 m de fondària.

## Distribució geogràfica
És un endemisme d'Austràlia.